# Francis Spellman
Francis Joseph Spellman, född 4 maj 1889 i Whitman, Massachusetts, död 2 december 1967 i New York, var en amerikansk kardinal och ärkebiskop i New York från 1939 till 1967.

## Biografi
Spellman var son till William och Ellen (född Conway) Spellman. Hans far, vars egna föräldrar hade invandrat till USA från Clonmel och Leighlinbridge i Irland, var specerihandlare. Han hade två bröder, Martin och John, och två systrar, Marian och Helene och som barn var han korgosse i Holy Ghost Church.
Spellman gick på Whitman High School eftersom det inte fanns någon lokal katolsk skola. Efter sin studentexamen, började han studera vid Fordham University i New York 1907. Han avlade examen 1911 och beslutade att studera till präst varför han skickades av ärkebiskop William Henry O'Connell till att studera vid påvliga North American College i Rom.
Under sina år i Rom blev Spellman vän med personer som Gaetano Bisleti, Francesco Borgongini Duca och Domenico Tardini. Han led emellertid av lunginflammation, som gjorde hans hälsa så dålig att seminariets ledning ville sända hem honom. Han stannade dock och lyckades slutföra sina teologiska studier.

## Tiden som präst
Spellman prästvigdes av patriarken Giuseppe Ceppetelli den 14 maj 1916. Vid sin återkomst till USA gjorde han sitt pastorala arbete i ärkestiftet i Boston. Han fick dock relativt obetydliga uppdrag och när USA inträdde i första världskriget 1917 ansökte han om att bli militär kaplan i armén men uppfyllde inte de höga kraven. En liknande ansökan till marinen avvisades två gånger av biträdande ministern för marinen, Franklin D. Roosevelt, personligen. Till sist gav O'Connell honom i uppdrag att istället sälja abonnemang på ärkestiftets tidning The Pilot. Han fick titeln biträdande kansler 1918 och senare arkivarie av ärkestiftet. Efter att ha översatt två böcker skrivna av hans vän Borgongini Duca till engelska, blev Spellman den förste amerikanske attachén i Vatikanens statssekretariat 1925.
År 1927 etablerade Spellman en livslång vänskap med ärkebiskop Eugenio Pacelli under en resa till Tyskland, där Pacelli verkade som apostoliskt sändebud. Han översatte Pius XI:s första sändning på Vatikanradion 1931 men senare samma år åtalades han för att ha smugglat Non abbiamo bisogno, den påvliga encyklikan som fördömde Benito Mussolini, från Rom till Paris, där han sedan överlämnade den till pressen. Han fungerade också som sekreterare till kardinal Lorenzo Lauri på internationella eukaristiska kongressen 1932 i Dublin, och hjälpte till att reformera Vatikanens presstjänst genom att införa telegrafmaskiner och pressmeddelanden. 

## Biskopskarriären
Den 30 juli 1932 utsågs Spellman till biträdande biskop i Boston och titulärbiskop av Sila av Pius XI. Han konsekrerades den 8 september av Pacelli med ärkebiskoparna Giuseppe Pizzardo och Francesco Borgongini Duca som biträden i Peterskyrkan i Rom. Detta var den första vigningen av en amerikansk biskop någonsin i Peterskyrkan.
Efter sin återkomst till USA, levde Spellman på St. Johns Seminary i Brighton, Massachusetts. Han blev senare pastor av Sacred Heart Church i Newton Centre. Under hösten 1936 kom kardinal Pacelli till USA och gjorde besök i New York, Washington DC, Boston, Saint Paul, och Chicago. Här medverkade Spellman i ett möte med president Roosevelt för att diskutera ett diplomatiskt erkännande av suveränitet för Vatikanstaten.
Efter påven Pius XI:s död 1939 valdes Pacelli till påve med namnet Pius XII, och en av hans första åtgärder var att utse Spellman till den sjätte ärkebiskopen av New York den 15 april 1939. Han efterträdde kardinal Patrick Joseph Hayes, och installerad formellt som ärkebiskop den 23 maj. Förutom sitt uppdrag som stiftsbiskop fick han titeln apostolisk vikarie för det amerikanska försvaret den 11 december 1939. Han tillbringade ett flertal jular med amerikanska trupper i Japan, Korea och Europa i denna roll.
Som ärkebiskop i New York och militärbiskop fick han under andra världskriget ett inte obetydligt politiskt och moraliskt inflytande som talesman för katolikerna i USA. Senare förmedlade han president Trumans önskan om diplomatisk representation för USA i Vatikanstaten 1951–1952.
Påve Pius XII utsåg honom till kardinalpräst av Santi Giovanni e Paolo i konsistoriet 18 februari 1946; hans titelkyrka var densamma som innehades av Pius XII innan han valdes till påve.

### Webbkällor
- ”Cardinal Francis Joseph Spellman” (på engelska). The Cardinals of the Holy Roman Church. Salvador Miranda. Arkiverad från originalet den 7 maj 2016. https://archive.today/20160507211605/http://www2.fiu.edu/~mirandas/bios1946.htm%23Spellman#Spellman. Läst 7 maj 2016.